# Sanna Nielsen
Pour les articles homonymes, voir Nielsen.
 (décembre 2024).
Sanna Viktoria Nielsen est une chanteuse suédoise, née le 27 novembre 1984 à Bromölla dans le nord-est de la Scanie. Elle a participé au concours de pré-sélection de l'Eurovision 7 fois entre 2001 et 2014. En 2014, pour le Melodifestivalen 2014, elle est arrivée en finale et gagne. Elle a représenté la Suède pour le concours de l’Eurovision à Copenhague au Danemark. Selon les boomakers, Sanna Nielsen était l'une des favorites ; elle est arrivée troisième avec 218 points.

## Biographie
Sanna Nielsen débute dans la musique en 1992 à l'âge de 7 ans et participe à des émissions musicales.
En 1994, Sanna Nielsen remporte un concours musical à Kallinge.
À onze ans, elle atteint la première place dans les classements de Svensktoppen avec la chanson Till en fågel. À cette époque, elle chante avec la dansband Mats Elmes. Elle participe en 2001 au Melodifestivalen en chantant Igår, idag, qui finit troisième. Nielsen retourne au Melodifestivalen en 2003 avec Hela världen för mig, qui termine cinquième, et à nouveau en 2005 avec Du och jag mot världen, un duo avec Fredrik Kempe, qui termine huitième.
Le 3 mars 2007, elle participe à nouveau au Melodifestivalen avec Vågar du, vågar jag. Au cours de la deuxième Chance ronde, la chanson se qualifie pour la finale au Globe Arena de Stockholm, le 10 mars 2007, où elle finit en septième place après la finale du Melodifestivalen 2007.

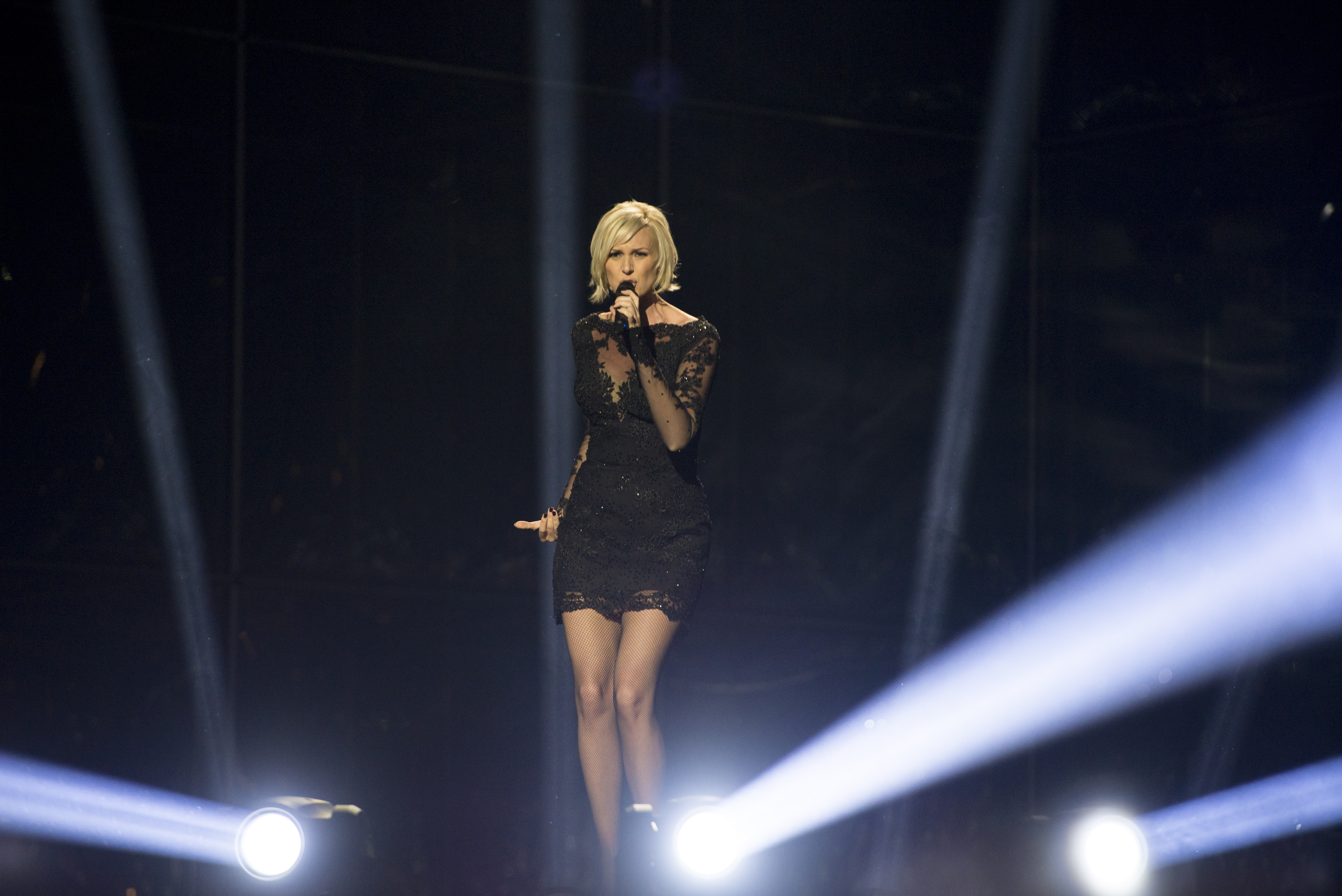
Sanna Nielsen à l'Eurovision 2014

Sanna Nielsen participe au Melodifestivalen 2008, chantant Empty Room, écrit et composé par Bobby Ljunggren et Aleena Gibson. Elle atteint la finale en se qualifiant à la demi-finale de Västerås le 16 février 2008. Même si elle remporte les suffrages du public par télévote en finale au Globe Arena de Stockholm le 15 mars, battant la deuxième, Charlotte Perrelli, de plus de 50 000 votes, elle ne représente pas la Suède au Concours Eurovision de la chanson, car Perrelli la dépasse au classement officiel final grâce au vote du jury.
En avril 2008, Sanna Nielsen sort son cinquième album, Stronger. Elle participe encore au Melodifestivalen en 2011, avec la chanson I'm in love.
Sanna participe au Melodifestivalen 2014 et remporte la finale avec sa chanson Undo qui lui permet de représenter la Suède pour l'Eurovision 2014 qui se déroule à Copenhague. Elle chante le 6 mai lors de la première demi-finale et se qualifie pour la finale du 10 mai. Elle arrive finalement troisième avec 218 points derrière The Common Linnets pour les Pays-Bas et Conchita Wurst pour l'Autriche.

## Vie privée
Elle habite actuellement à Årsta dans le sud de Stockholm avec son petit ami Joakim Ramsell.
Le grand-père paternel de Sanna est danois et habite à Århus.

## Discographie

### Album
- 1996 - Silvertoner
- 1997 - Min önskejul
- 1999 - Människan och skapelsen
- 2006 - Nära mej, nära dej
- 2007 - Sanna 11-22
- 2008 - Stronger
- 2011- I'm in Love
- 2012 - Vinternatten
- 2013 - Min jul
- 2014 - 16 bästa (Best of)
- 2014 - 7

### Singles
- 1996 - Till en fågel
- 1998 - Låt sommaren gunga dig|I Love the Summertime (radio mix)/I Love the Summertime (G-spice summer mix) (Låt sommaren gunga dig)
- 1999 - Time To Say Goodbye
- 1999 - Bromölladagarna: Fest i vår by/Fest i vår by
- 2001 - I går, i dag/Still too Young (I går, i dag)
- 2003 - Prinsessans stjärnor (avec Peter Glyt)
- 2003 - Hela världen för mig/All That It Takes (Hela världen för mig)
- 2005 - Du och jag mot världen (originalversion)/Du och jag mot världen (karaokeversion) - (duo avec Fredrik Kempe)
- 2005 - Vägen hem (sång)|Vägen hem/Vägen hem (instrumental version)
- 2006 - Rör vid min själ (You Raise Me Up)/Koppången
- 2007 - Vågar du, vågar jag
- 2008 - Empty Room
- 2008 - Nobody Without You/Empty Room (acoustic version)
- 2009 - I Can Catch The Moon
- 2010 - Devotion
- 2010 - Part of Me
- 2011 - I'm in Love
- 2011 - Can't Stop Love Tonight
- 2012 - Viskar ömt mitt namn
- 2014 - Undo/Undo (instrumental)
- 2014 - Rainbow